# Csen Csiu-si
Csen Csiu-si (陈秋实, pinjin: Chén Qiūshí) (Tahszinganling prefektúra, 1985. szeptember 19. –) kínai jogász, aktivista és önkéntes tudósító. A 2019-es hongkongi tüntetések és a Covid19-pandémia során első kézből való tudósítása miatt vált ismertté.

## Élete és pályafutása
1985. szeptember 19-én született. Jogot tanult a Hejlungcsiang Egyetemen, majd egy pekingi ügyvédi irodánál helyezkedett el.
A 2019-es hongkongi tüntetések alatt többször is közzétett olyan videókat, amelyekben a hongkongi kormányt kritizálta, amiért a tüntetőket erőszakos lázadóknak nevezték. Nem sokkal később a pekingi hatóságok letartóztatták, majd letörölték Sina Weibo-fiókját, melynek akkor 740 000 követője volt.
Miután Weibóról letörölték, Csen a YouTube-on és a Twitteren folytatta a közvetítést Kínából, a koronavírus-járvány kitörése után Vuhanba utazott élőben tudósítani a helyszínről. 2020 február elejére már több mint 43 000 követője volt a YouTube-on és mintegy 246 000 a Twitteren.
2020 február 6-án váratlanul eltűnt. A CNN megkérdezte a rendvédelmi szerveket, akik nem tudtak válaszolni Csen Csiu-si holléte felől. Február 7-én a család úgy értesült, hogy a férfit letartóztatták, a hatóságok szerint karanténban van.